# Sten Grytebust
Sten Michael Grytebust (Ålesund, 25 ottobre 1989) è un calciatore norvegese di origini liberiane, portiere dell'Aalesund.

## Carriera

### Club

#### Aalesund
Grytebust ha iniziato la carriera professionistica con la maglia dell'Aalesund. Il 22 agosto 2009 ha debuttato nell'Eliteserien, giocando da titolare l'incontro perso per 3-1 in casa del Molde. Ha conquistato il posto da titolare a partire dal campionato 2011. L'8 novembre 2013, ha rinnovato il contratto che lo legava al club per altre due stagioni. Il 10 marzo 2015, è stato nominato vice-capitano della squadra, alle spalle di Sakari Mattila. Il 29 luglio successivo, giorno in cui Mattila ha lasciato la fascia, è stato scelto come capitano. Si è svincolato al termine del campionato 2015, avendo rifiutato le proposte di rinnovo da parte dell'Aalesund.

#### Odense
Il 17 febbraio 2016 ha firmato ufficialmente un contratto con i danesi dell'Odense, a cui si è legato per i successivi tre anni e mezzo.

### Nazionale
Grytebust ha debuttato per la Norvegia under 21 il 28 maggio 2010, difendendo i pali della porta degli scandinavi nella sfida contro l'Ungheria under 21, vinta per 2-1. L'11 giugno 2013 ha giocato il primo incontro per la Nazionale maggiore, sostituendo André Hansen nella vittoria per 2-0 contro la Macedonia del Nord.

## Statistiche

### Presenze e reti nei club
Statistiche aggiornate al 14 novembre 2017.
| Stagione        | Club            | Campionato      | Campionato | Campionato | Coppe nazionali | Coppe nazionali | Coppe nazionali | Coppe continentali | Coppe continentali | Coppe continentali | Supercoppe | Supercoppe | Supercoppe | Totale | Totale |
| Stagione        | Club            | Comp            | Pres       | Reti       | Comp            | Pres            | Reti            | Comp               | Pres               | Reti               | Comp       | Pres       | Reti       | Pres   | Reti   |
| --------------- | --------------- | --------------- | ---------- | ---------- | --------------- | --------------- | --------------- | ------------------ | ------------------ | ------------------ | ---------- | ---------- | ---------- | ------ | ------ |
| 2009            | Aalesund        | ES              | 1          | -3         | CN              | 0               | 0               | -                  | -                  | -                  | -          | -          | -          | 1      | -3     |
| 2010            | Aalesund        | ES              | 0          | 0          | CN              | 0               | 0               | UEL                | 0                  | 0                  | SN         | 0          | 0          | 0      | 0      |
| 2011            | Aalesund        | ES              | 30         | -38        | CN              | 5               | -3              | UEL                | 6                  | -11                | -          | -          | -          | 41     | -52    |
| 2012            | Aalesund        | ES              | 30         | -41        | CN              | 1               | -2              | UEL                | 4                  | -4                 | -          | -          | -          | 35     | -47    |
| 2013            | Aalesund        | ES              | 30         | -44        | CN              | 1               | -4              | -                  | -                  | -                  | -          | -          | -          | 31     | -48    |
| 2014            | Aalesund        | ES              | 30         | -39        | CN              | 4               | -3              | -                  | -                  | -                  | -          | -          | -          | 34     | -42    |
| 2015            | Aalesund        | ES              | 27         | -51        | CN              | 0               | 0               | -                  | -                  | -                  | -          | -          | -          | 27     | -51    |
| Totale Aalesund | Totale Aalesund | Totale Aalesund | 148        | -216       |                 | 13              | -12             |                    | 10                 | -15                |            | -          | -          | 171    | -243   |
| feb.-giu. 2016  | Odense          | SL              | 15         | -17        | CD              | -               | -               | -                  | -                  | -                  | -          | -          | -          | 15     | -17    |
| 2016-2017       | Odense          | SL              | 25+5       | -31+-5     | CD              | 2               | -2              | -                  | -                  | -                  | -          | -          | -          | 32     | -38    |
| 2017-2018       | Odense          | SL              | 15         | -14        | CD              | 1               | -3              | -                  | -                  | -                  | -          | -          | -          | 16     | -17    |
| Totale Odense   | Totale Odense   | Totale Odense   | 55+5       | -62+-4     |                 | 3               | -5              |                    | -                  | -                  |            | -          | -          | 63     | -71    |
| Totale          | Totale          | Totale          | 203+5      | -278+-5    |                 | 16              | -17             |                    | 10                 | -15                |            | -          | -          | 234    | -315   |

### Cronologia presenze e reti in nazionale
| Cronologia completa delle presenze e delle reti in nazionale ― Norvegia | Cronologia completa delle presenze e delle reti in nazionale ― Norvegia | Cronologia completa delle presenze e delle reti in nazionale ― Norvegia | Cronologia completa delle presenze e delle reti in nazionale ― Norvegia | Cronologia completa delle presenze e delle reti in nazionale ― Norvegia | Cronologia completa delle presenze e delle reti in nazionale ― Norvegia | Cronologia completa delle presenze e delle reti in nazionale ― Norvegia | Cronologia completa delle presenze e delle reti in nazionale ― Norvegia |
| Data                                                                    | Città                                                                   | In casa                                                                 | Risultato                                                               | Ospiti                                                                  | Competizione                                                            | Reti                                                                    | Note                                                                    |
| ----------------------------------------------------------------------- | ----------------------------------------------------------------------- | ----------------------------------------------------------------------- | ----------------------------------------------------------------------- | ----------------------------------------------------------------------- | ----------------------------------------------------------------------- | ----------------------------------------------------------------------- | ----------------------------------------------------------------------- |
| 11-6-2013                                                               | Oslo                                                                    | Norvegia                                                                | 2 – 0                                                                   | Macedonia                                                               | Amichevole                                                              | -                                                                       | 88’                                                                     |
| 18-1-2014                                                               | Abu Dhabi                                                               | Polonia                                                                 | 3 – 0                                                                   | Norvegia                                                                | Amichevole                                                              | -2                                                                      | 46’                                                                     |
| 11-11-2017                                                              | Skopje                                                                  | Macedonia                                                               | 2 – 0                                                                   | Norvegia                                                                | Amichevole                                                              | -2                                                                      |                                                                         |
| 6-6-2018                                                                | Oslo                                                                    | Norvegia                                                                | 1 – 0                                                                   | Panama                                                                  | Amichevole                                                              | -                                                                       | 46’                                                                     |
| 7-6-2019                                                                | Oslo                                                                    | Norvegia                                                                | 2 – 2                                                                   | Romania                                                                 | Qual. Euro 2020                                                         | -2                                                                      |                                                                         |
| Totale                                                                  |                                                                         | Presenze                                                                | 5                                                                       |                                                                         | Reti                                                                    | -6                                                                      |                                                                         |

## Palmarès

### Club

#### Competizioni nazionali
- Coppa di Norvegia: 2

Aalesund: 2009, 2011